# Habitacions prehistòriques de Son Mut Vell - Es Vilar
Les habitacions prehistòriques de Son Mut Vell - Es Vilar és un jaciment arqueològic situat a la possessió de Son Mut Vell, al sementer anomenat es Vilar, al municipi de Llucmajor, Mallorca. En aquest jaciment hi destaca una naveta d'habitació de cambres geminades, orientada al llevant. La cambra més llarga fa 15,3 m de llargària, i la menor 13 m.